# Eumeta pryeri
Eumeta pryeri är en fjärilsart som beskrevs av John Henry Leech 1889. Eumeta pryeri ingår i släktet Eumeta och familjen säckspinnare. Inga underarter finns listade i Catalogue of Life.